# Єрдет (станція метро)
59°20′47″ пн. ш. 18°06′07″ сх. д. / 59.346389° пн. ш. 18.101944° сх. д.
«Єрдет» (швед. Gärdet) — станція Червоної лінії Стокгольмського метрополітену, обслуговується потягами маршруту Т13.
Станція була відкрита 2 вересня 1967 року у складі черги Естермальмстор'є — Ропстен

Відстань до Слюссена становить 4.4 км.
Пасажирообіг станції в будень —	14,500 осіб (2019)

Розташування: мікрорайон Єрдет.
Конструкція: глибокого закладення склепінна тбіліського типу з однією острівною прямою платформою.

## Операції
| Попередня станція | Лінія | Лінія     | Лінія | Наступна станція      |
| ----------------- | ----- | --------- | ----- | --------------------- |
| Ропстен Кінцева   |       | Лінія T13 |       | Карлаплан до Норсборг |